# 이스트브릿지파트너스
이스트브릿지파트너스 주식회사(Eastbridge Partners)는 2011년에 설립된 대한민국의 사모펀드이다.

## 역사
2011년 임정강 회장이 스틱인베스트먼트를 떠나 설립하였다.

## 투자
- 넥스트아이
- 이노메트리[2]
- 이도[3]
- SK온[4]